# Gustav Unkart

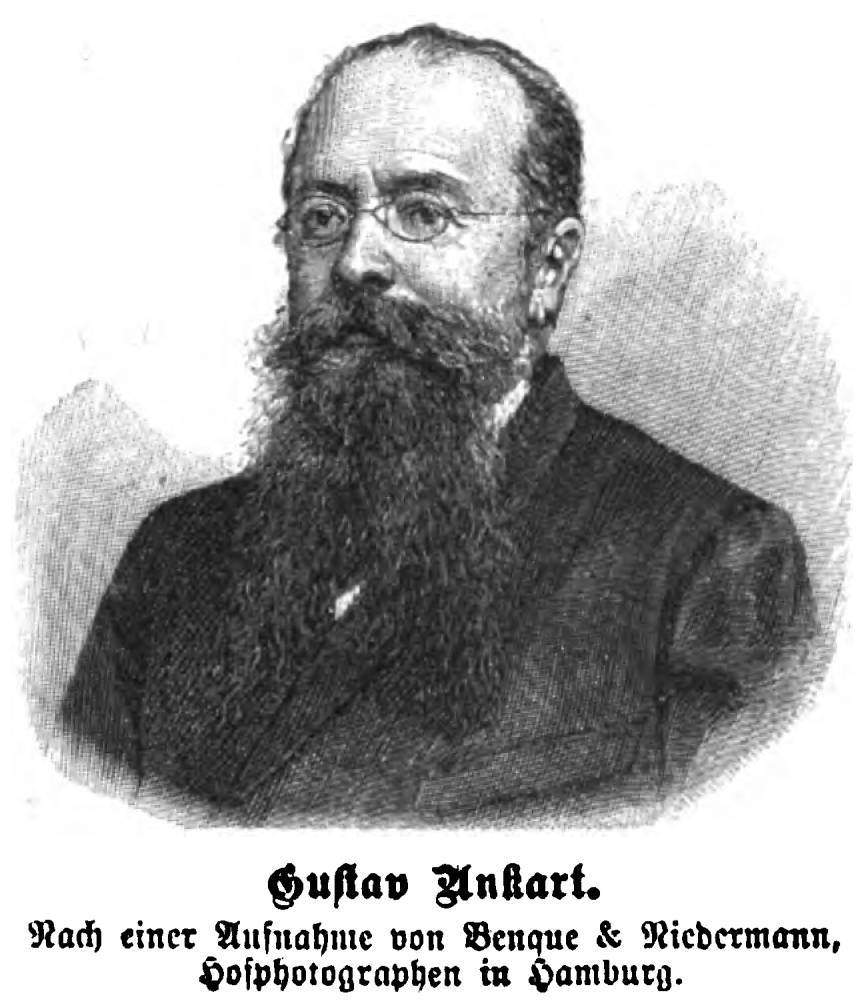
Gustav Unkart, um 1895

Gustav Unkart (* 25. Juli 1842 in Leobschütz, Provinz Schlesien; † 22. Februar 1898 in Hamburg) war ein deutscher kaufmännischer Organisator, der Bekanntheit als Vorsitzender des „Vereins für Handlungscommis von 1858 in Hamburg“ erlangte, da dieser unter seiner Leitung einen ungewöhnlich hohen Aufschwung nahm.

## Leben und Wirken
Er war der Sohn eines Pfarrers und wuchs zu Neuhaus bei Sonneberg in Thüringen auf. Nach der Schule nahm er eine kaufmännische Lehre auf und ließ sich in Hamburg nieder. 1863 wurde er dort Mitglied des Vereins für Handlungscommis von 1858, in dessen Vorstand er 1870 gewählt wurde. 22 Jahre wirkte er als Vereinsvorsitzender und war bis zu seinem Tod Ehrenmitglied des Vereins. In dieser Zeit stieg die Mitgliederzahl von 3000 Mitgliedern, was für die damaligen Verhältnisse bereits eine stattliche Zahl war, bis auf 55.000 Mitglieder an.
Unkart hatte persönlichen Anteil an dem gewaltigen Aufschwung, den Handel und Industrie im Deutschen Reich und insbesondere in Hamburg genommen hatten. Der Hamburger Verein entwickelte sich damals zum größten kaufmännischen Institut der Welt, dem nur wenige andere Vereine an Mitgliederzahl und umfassendem Wirken nahekamen. Er war der Erste, der die Stellenvermittlung in solchem Umfang in die Hand nahm und dadurch eine neue und hochwichtige Art sozialpolitischer Hilfstätigkeit schuf. Allein die Pensionskasse des Hamburger Vereins verfügte zum Zeitpunkt von Unkarts Tod über 7000 Mitglieder und besaß ein Vermögen von 4.500.000 Mark.
Er war zeit seines Lebens nicht nur mit dem Hamburger Handlungsverband auf das engste verbunden, sondern bemühte sich auch intensiv um die soziale Fürsorge des gesamten Standes der Handelsangestellten in Hamburg und Umgebung.

## Unkart-Stiftung
Nach seinem Tod wurde 1898 die Unkart-Stiftung ins Leben gerufen, die der Unterstützung bedürftiger Handelsangestellter vor allem in Hamburg dienen sollte.